# Puerto General San Martín
Puerto General San Martín is een plaats in het Argentijnse bestuurlijke gebied San Lorenzo in de provincie Santa Fe. De plaats telt 10.882 inwoners.